# Potshot Pirates
Potshot Pirates — компьютерная игра в жанре аркады, разработанная российской компанией IT Art Team, в которой игрок должен стрелять ядрами или картечью, чтобы разрушить различные укрепления и вернуть пиратское золото. Игра была выпущена в декабре 2012 года для платформы iOS.